# 阿里達烏斯
阿里達烏斯（希臘語：Aρριδαιoς或Aριδαιoς；生存於前四世紀），出身於上馬其頓，是亞歷山大大帝麾下將領。前323年，阿里達烏斯被委任辦理亞歷山大的喪禮。

## 生平
隨後第一次繼業者之戰爆發，培松和安提貞尼斯、塞琉古聯手殺害了帝國攝政佩爾狄卡斯，並與托勒密談和。前320年，托勒密委任了培松及阿里達烏斯擔任帝國新攝政，但這舉動遭到王后歐律狄刻強烈反對，於是於特里帕拉迪蘇斯分封協議時卸任。在這次分封協定中，阿里達烏斯成為赫勒斯滂弗里吉亞總督。前319年，帝國攝政安提帕特逝世，阿里達烏斯企圖奪下基濟科斯，但遭到失敗。而安提柯以此為藉口，要求阿里達烏斯從總督的位置上卸任，但遭到阿里達烏斯拒絕，阿里達烏斯於是在賽厄斯堅守。之後就無阿里達烏斯的歷史記錄了。